# Women’s Torah Project
Das Women’s Torah Project war eine Gemeinschaftsarbeit jüdischer Schreiberinnen und Künstlerinnen zur Herstellung einer Torarolle (Sefer Tora) mit ihrem ganzen Schmuck. Dies geschah unter Schirmherrschaft der zum Rekonstruktionismus gehörenden Gemeinde Kadima in Seattle. So entstand in siebenjähriger Arbeit 2010 die erste von Frauen geschaffene komplette Torarolle. (Jen Taylor Friedman hatte bereits im Jahr 2007 in Einzelarbeit eine Torarolle fertiggestellt, aber ohne die Schmuckgegenstände anzufertigen.) Zwei Frauen schrieben ihren Teil der Pergamentbögen in Israel, zwei in den Vereinigten Staaten und je eine in Brasilien und Kanada. 

## Hintergrund

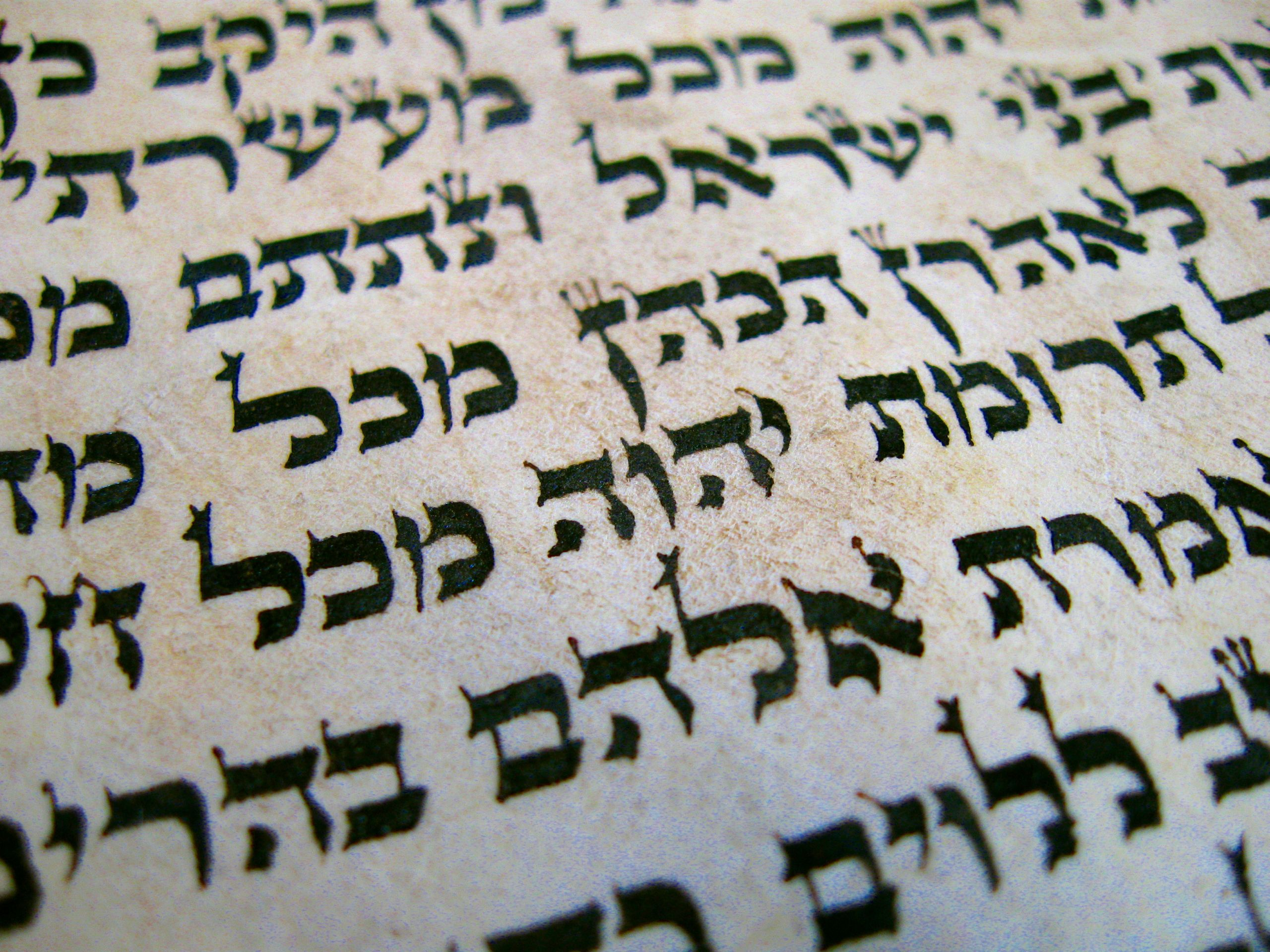
Die kalligraphische Ausführung der Buchstaben ist detailliert geregelt.

Der Beruf des Toraschreibers (Sofer) wird traditionell von Männern ausgeübt; da es dabei um die Aneignung von Traditionswissen geht, war es für Frauen schwierig, als Soferet (Schreiberin) ausgebildet und anerkannt zu werden. 
Zwar gilt es als Mitzwa, selbst eine Torarolle zu schreiben. Buchstäblich genommen wäre diese Pflicht aber schwer zu erfüllen. Das Material ist teuer, der Zeitaufwand erheblich. Ein professioneller Sofer braucht etwa ein Jahr, um eine Torarolle fertigzustellen, eine weniger geübte Person würde entsprechend länger daran arbeiten. Aber die Hauptschwierigkeit ist das umfassende Regelwerk, das beim Herstellen dieses Ritualgegenstands beachtet werden muss. Und so kann die Mitzwa des Toraschreibens auch erfüllt werden, indem man einem professionellen Sofer symbolisch assistiert. 
Die Halacha ist unentschieden, ob eine jüdische Frau eine Torarolle schreiben darf. Maimonides schloss Frauen vom Toraschreiben aus, weil es Zweck der Handlung sei, die Tora zu studieren, und Frauen durften in der Lebenswelt des Maimonides die Tora nicht studieren. Allerdings steht das Torastudium Frauen heute in den meisten jüdischen Gemeinden offen, auch in der Orthodoxie. 
Kadima beauftragte 2003 Fern Feldman (die in diesem Jahr erst ihre Ordination als Rabbinerin von der Alliance for Jewish Renewal erhalten hatte) mit der Erforschung der relevanten Halacha. Rabbi Harry Zeitlin urteilte: „Die wirkliche Frage ist nicht: Kann eine Frau einen koscheren Sefer Tora schreiben? Sondern: Warum hat es so lange gedauert, bis diese neue Ära beginnt?“ Zeitlin wird dem orthodoxen Judentum zugerechnet, vertritt aber unkonventionelle Positionen und ist z. B. durch regelmäßige Beiträge für die Jerusalem Post bekannt.

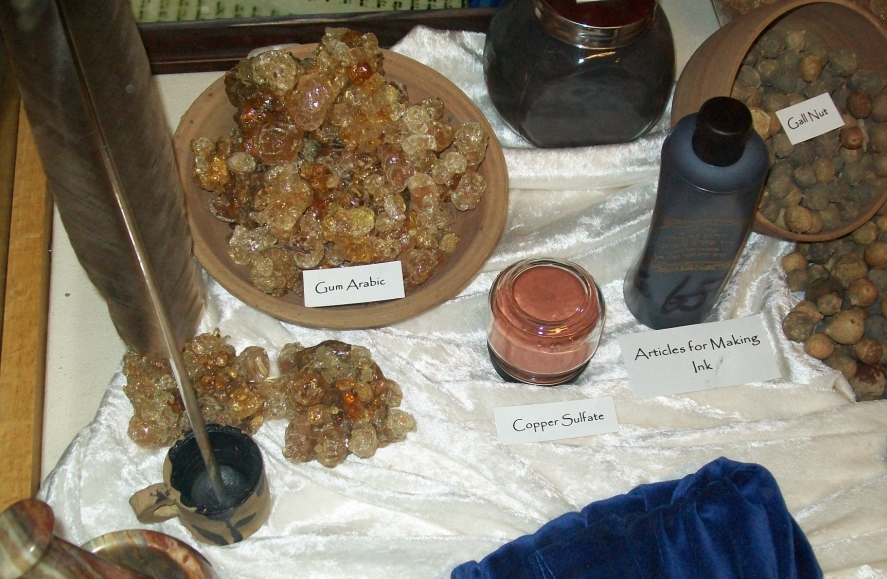
Die Tinte wird selbst angerührt, die Feder selbst zugeschnitten.

## Vorbereitungen
Kadima erwarb nach dem positiven rabbinischen Gutachten die für ein Sefer Tora erforderlichen Materialien, darunter:
- 62 Bögen Pergament
- koschere Tinte
- koschere Federn
- Holzstäbe zum Aufwickeln

Kadima unterstützte die Soferet-Ausbildung von Aviel Barclay und Shoshana Gugenheim finanziell, wobei Barclay schon weit fortgeschritten war und Gugenheim sich erst einarbeiten musste. Es gibt in Jerusalem einen Sofer mit Haredi-Hintergrund, der eine ganze Reihe von Frauen in seiner Kunst unterrichtet hat, dessen Identität aber sorgfältig verschwiegen wird.
Weitere Frauen wurde gesucht für die Anfertigung der Schmuckgegenstände, mit denen ein Sefer Tora ausgestattet wird.
Die Kosten des Projekts sollten durch Spenden finanziert werden. Die Schreiberinnen wurden für ihre Arbeit bezahlt, die Künstlerinnen ließen sich nur die Materialkosten erstatten.

## Die Arbeit der Schreiberinnen
Als Schreiberin des Textes war zunächst Aviel Barclay angesprochen worden, die damals als weltweit einzige Soferet galt. Durch das Women’s Torah Project war dies nun plötzlich einer größeren Öffentlichkeit bekannt, und traditionell denkende Mitglieder der jüdischen Gemeinschaft zweifelten Barclays Kompetenz als Soferet an.
Shoshana Gugenheim hatte nach Abschluss ihrer Ausbildung als Kunstpädagogin mit Jüdischen Studien am Hebrew College begonnen. In der Nähe von Jerusalem richtete sie ihren Arbeitsplatz als Soferet ein. 
Gleichzeitig begann Rachel Reichhardt in Sao Paulo, Brasilien, mit dem Schreiben der Tora. Sie hatte den Titel Soferet im Jahr 2004 vom Institut Bet Ezra Ha’Sofer des progressiven Rabbinerseminars in Sao Paulo erhalten.
Im November 2008 begann Linda Coppleson als Soferet ihre Arbeit. Sie hatte ihre Ausbildung durch Sofer Dr. Eric Ray erhalten; nach dessen Tod bildete sie mit Jen Taylor Friedman eine Studiengruppe, um die Fähigkeiten zu vervollkommnen. Linda Coppleson hatte an der Solomon Schechter Day School in West Orange, New Jersey, 17 Jahre Tanach, Rabbinische Tradition und Jüdische Geschichte unterrichtet. Sie hatte schon Erfahrung mit der Kalligrafie von Ketubbot, bevor sie sich zur Soferet ausbilden ließ. 
Julie Seltzer schloss sich der Studiengruppe um Shoshana Gugenheim und Jen Taylor Friedman an.
Irma Penn, Archivarin des Jewish Heritage Centre of Western Canada, erfüllte sich im Ruhestand den Wunsch, eine Ausbildung zur Soferet zu machen. Danach nahm sie als letzte Schreiberin am Torah Project teil.

## Anfertigung des Toraschmucks
Der künstlerische Beitrag war unter dem Aspekt von Chiddur Mitzwa wichtig: eine Mitzwa soll nicht abgeleistet, sondern in einer möglichst schönen Form erfüllt werden. Bezogen auf Ritualgegenstände heißt dies, dass hochwertige Materialien und beste Verarbeitung angestrebt werden.
- Jad: Die Künstlerin, Laurel Robinson, hat einen Lehrstuhl für Kunst an der Georgia Southwestern State University. Der Torazeiger nimmt Motive aus dem Hohenlied auf.
- Toramantel: Sooze Bloom deLeon Grossman wählte als Motiv das in der jüdischen Tradition gern genutzte Symbol des Granatapfels.
- Amy Gilron, die eine Werkstatt für Judaica in Beersheva betreibt, drechselte die Stäbe (Etz Chajim), auf die die Rolle gewickelt wird, und versah sie mit hölzernen Intarsien.
- Rimmonim:[9] Die Kunstschmiedin Aimee Golant war bekannt durch die von ihr gestalteten Mesusot.
- Andrea Sher-Leff schuf den Verschluss des Torawimpels, der die Buchrolle symbolisch zusammenhält.

## Einweihung der Torarolle
Am 15. Oktober 2010 waren die Arbeiten in Seattle abgeschlossen. Der Sefer Tora mit all seinem Schmuck und weiteren Ritualgegenständen, die von Künstlerinnen gestiftet worden waren, wurde vom 13. bis zum 16. Oktober 2010 in der Synagoge von Kadima festlich eingeweiht.

## Wirkungen
Es war den Schreiberinnen wichtig, sich international zu vernetzen und Frauen zu ermutigen, den Weg der Soferet einzuschlagen. Unabhängig vom Torah Project sind geschätzt bis zu 50 Frauen weltweit als Soferet tätig bzw. in der Ausbildung dazu. Auch die Teilnehmerinnen des Torah Project haben danach Aufträge anderer jüdischer Gemeinden angenommen; die Torarollen überzeugen durch die Qualität ihrer Ausführung. Julie Seltzer schrieb im Contemporary Jewish Museum San Francisco öffentlich Toratexte (siehe Video).
Da das Orthodoxe Judentum (Orthodox Union) von Frauen geschriebene Torarollen offiziell für nicht koscher erklärt hat, werden Aufträge zum Schreiben ritueller Texte und zur Reparatur schadhaft gewordener Rollen von orthodoxen Kunden nicht angenommen. Es entsteht hier eine ähnliche Situation, wie sie im Bereich der Küche bereits seit langem bekannt ist: Orthodoxe Juden befolgen einen anderen Standard von Kaschrut, und Lebensmittel oder Geschirr aus nicht-orthodoxen jüdischen Haushalten können nicht in eine orthodox-jüdische Küche integriert werden, weil ihr Status unklar ist.